# Sebastian Coe
Sebastian Newbold Coe (ur. 29 września 1956 w Chiswick w Londynie) – angielski lekkoatleta, biegacz średniodystansowy. Dwukrotny mistrz olimpijski, wielokrotny medalista mistrzostw Europy. Były rekordzista świata na dystansach: 800 metrów, 1000 metrów, 1500 metrów, mili.

## Kariera sportowa
Jego pierwszym sukcesem międzynarodowym był złoty medal w biegu na 800 metrów na halowych mistrzostwach Europy w 1977 w San Sebastián, gdzie wyprzedził Erwina Gohlke z Niemieckiej Republiki Demokratycznej i Rolfa Gysina ze Szwajcarii. W 1978 zajął 3. miejsce na tym dystansie na mistrzostwach Europy w Pradze (wyprzedzili go Olaf Beyer z NRD i jego kolega z reprezentacji Wielkiej Brytanii Steve Ovett). W 1979 Coe ustanowił rekordy świata w biegach na 800 metrów  (1:42,33 5 lipca w Oslo), 1500 m (3:32,03 15 sierpnia w Zurychu) i 1 milę (3:48,95 17 lipca w Oslo). Zwyciężył w biegu na 800 metrów w finale pucharu Europy w Turynie.
1 lipca 1980 Coe ustanowił rekord świata na 1000 metrów (2:13,40) i przez 1 godzinę był rekordzistą świata na wszystkich czterech klasycznych dystansach średnich (tego samego dnia Ovett odebrał mu rekord na 1 milę). Na igrzyskach olimpijskich w Moskwie Coe był głównym faworytem w biegu na 800 metrów, a Ovett na 1500 metrów; tymczasem zdobyli mistrzostwa w odwrotnej kolejności. Ovett był pierwszy, a Coe drugi w biegu na 800 metrów, zaś Coe wygrał bieg na 1500 metrów (Ovett był trzeci).
Coe ustanowił kolejne rekordy świata w 1981. Jako pierwszy w historii przebiegł dystans 800 metrów poniżej 1:42,00. 10 czerwca we Florencji osiągnął wynik 1:41,73, do dziś (lipiec 2024) pięciu zawodników uzyskało lepsze wyniki na tym dystansie. 11 lipca w Oslo przebiegł 1000 metrów w 2:12,18 (według stanu na maj 2021 2. wynik w historii). Dwukrotnie poprawiał rekord na 1 milę do czasu 3:47,33 uzyskanego 28 sierpnia w Brukseli (za każdym razem odbierał rekord Ovettowi). Ponownie zwyciężył w biegu na 800 metrów w finale pucharu Europy w 1981 r w Zagrzebiu, a także w zawodach pucharu świata w Rzymie. Zdobył srebrny medal w biegu na 800 metrów na mistrzostwach Europy w 1982 w Atenach (pokonał go Hans-Peter Ferner z RFN). 30 sierpnia tego roku ustanowił wraz z kolegami rekord świata w sztafecie 4 × 800 metrów wynikiem 7:03,89 (byli to Peter Elliott, Garry Cook i Steve Cram). W 1983 poprawił halowe rekordy świata na 800 m i na 1000 m, lecz potem zmagał się z chorobami (z toksoplazmozą).
Na igrzyskach olimpijskich w 1984 w Los Angeles Coe ponownie zwyciężył w biegu na 1500 metrów i był drugi w biegu na 800 metrów (za Brazylijczykiem Joaquimem Cruzem). Zdobył złoty medal na 800 metrów na mistrzostwach Europy w 1986 w Stuttgarcie, a na 1500 metrów był drugi (za Cramem). Awansował do finału biegu na 800 metrów na igrzyskach Wspólnoty Narodów w 1986 w Edynburgu, lecz w niem nie wystąpił. Nie znalazł się w reprezentacji na igrzyska olimpijskie w 1988. Zakończył karierę biegacza w 1990, po zajęciu 6. miejsca w biegu na 800 metrów na igrzyskach Wspólnoty Narodów w Auckland.

## Działalność po zakończeniu uprawiania sportu
W latach 1992–1996 zasiadał w Izbie Gmin z ramienia Partii Konserwatywnej. Otrzymał Order Imperium Brytyjskiego w 1982, a od 2006 jest rycerzem komandorem tego orderu. Od 2000 jest baronem Coe.
W roku 2005 Coe został przewodniczącym komitetu organizacyjnego XXX Letnich Igrzysk Olimpijskich w Londynie.
W 2012 został członkiem IAAF Hall of Fame.
19 sierpnia 2015 został wybrany na przewodniczącego IAAF. Objął to stanowisko 31 sierpnia, po zakończeniu mistrzostw świata w Pekinie.

## Rekordy życiowe (stadion)
| Dystans     | Czas        | Rok  |
| ----------- | ----------- | ---- |
| 400 metrów  | 46,87 s     | 1979 |
| 800 metrów  | 1:41,73 min | 1981 |
| 1000 metrów | 2:12,18 min | 1981 |
| 1500 metrów | 3:29,77 min | 1986 |
| mila        | 3:47:33 min | 1981 |
| 2000 metrów | 4:58,84 min | 1982 |
| 3000 metrów | 7:54,4 min  | 1980 |
| 5000 metrów | 14:06,0 min | 1980 |

## Aktualne rekordy
- Sebastian Coe jest aktualnym rekordzistą Europy w biegu na dystansie 1000 metrów.